# Cruces y ceros

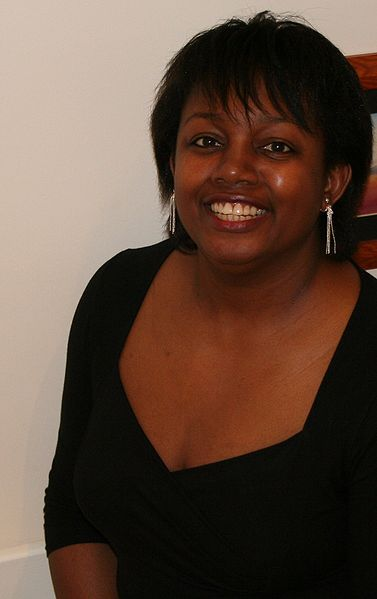
Malorie Blackman.

Noughts and Crosses (Cruces y Ceros) es una saga escrita por la autora británica Malorie Blackman que incluye cinco novelas basadas en una ucronía. La saga muestra una sociedad con los papeles invertidos. La población de origen africano ha ganado fuerza sobre la caucásica y no al contrario, de tal manera que los "blancos" son los esclavos. La historia está ambientada en el siglo XXI en Gran Bretaña.                                                                  
El primer libro, Noughts and Crosses (Cruces y Ceros), está escrito desde las perspectivas de los dos personajes principales (Callum y Sephy) y su experiencia de su mundo entrelazado pero diferente. Los capítulos son narrados por Callum y Sephy, alternándose un capítulo cada uno. Cuando Callum y algunos de sus amigos (noughts) son aceptados en un colegio de crosses, Sephy es rechazada ya que había sido vista con noughts. En un altercado, Sephy llama a Callum "blankers", que en la terminología del mundo de los noughts es una palabra que connota odio, por lo que Callum se siente traicionado.

### Noughts & Crosses
Se trata de una distopía en un universo paralelo del siglo XXI. Técnicamente, en cuestiones como empleo, gobierno o sanidad no presenta ninguna diferencia entre ambos; sin embargo, cabe resaltar la falta de igualdad entre las razas, un racismo en el que la raza caucásica es la que se ve afectada por la desigualdad. El libro presenta dos razas: crosses (cruces, personas de tez oscura), considerada en el libro como la raza superior compuesta por ciudadanos de un alto poder adquisitivo. La segunda raza son noughts (ceros, personas de tez blanca), que componen el último estrato social, son pobres y normalmente se dedican a estar al servicio de crosses. 
Persephone Hadley (alias Sephy) es hija de un adinerado político, Kamal Hadley, quien después se convierte en presidente (ambos son crosses). Por otro lado, Callum McGregor es un nought, él y Sephy solían jugar cuando Jasmine, la madre de Sephy, ofrece trabajo a Meggie McGregor la madre de Callum como niñera. Meggie acaba siendo despedida por Jasmine, por ser incapaz de ayudarla con la coartada cuando Kamal confirma las sospechas sobre la infidelidad de Jasmine. La amistad de Sephy y Callum se ve afectada a partir de ese suceso, por lo que su relación se convierte en un secreto debido a que una amistad interracial no estaba bien vista en la sociedad.
Callum es uno de los pocos noughts en empezar en Heathcroft, un instituto para crosses que ahora acepta también a noughts con un historial académico intachable. Callum consigue pasar el examen de admisión además de ser asignado en la clase de Sephy. Sephy comienza a ser mirada bajo lupa, ya que los compañeros de clase no aceptan que se le asocie con un nought, sin embargo, esto no impide que ambos estrechen aún más su relación. Sephy no se siente cohibida y comienza a sentarse incluso con noughts en el comedor.
Paralelamente, el hermano de Callum, Jude y su padre, Ryan, se unen a Liberation Militia, una violenta organización paramilitar en contra de la supremacía de crosses, al mismo tiempo que la madre de Sephy cae en el alcoholismo. A estos acontecimientos se le suma el suicidio de la hermana mayor de Callum, Lynette, quien se arroja contra un autobús. El suicidio de Lynette se ve camuflado por un "trágico accidente", únicamente Callum conoce la verdad ya que Lynette le deja una nota, en la que habla sobre la depresión que padecía tras sufrir un ataque hacia ella y su novio un cross. A pesar de los intentos de suicidio que había intentado cometer, creen que se trata de un trágico accidente. 
Jude y Ryan son acusados de bombardear el centro comercial Dundale. Los últimos acontecimientos obligan a Callum a abandonar la escuela y su hermano Ryan tendrá que enfrentarse a la horca. La madre de Sephy comienza a recordar con melancolía cuando solían ser amigos de los McGregor, y de forma secreta contrata a un prominente abogado perteneciente a las crosses para defender a Ryan. El juez absuelve la pena de muerte de la sentencia, aun así Ryan no consigue escapar de la muerte, quien fallece electrocutado tras intentar escapar de prisión.                                                                                                            
Ante los acontecimientos, Sephy decide empezar de cero en un colegio con residencia, Chivers. Sephy escribe una carta a Callum en la que expone su deseo de escaparse juntos, frente a esta proposición Sephy afirma que si no recibe respuesta se marcharía a Chivers. Paralelamente, Callum decide unirse a Liberation Militia, en contra de los deseos de su madre, y no lee la carta de Sephy antes de que esta se marche. Callum corre a la casa de Sephy, pero es demasiado tarde ya que esta se encuentra en el coche de camino. Sephy da por acabada la amistad con Callum, ya que no le vio correr detrás del coche y concluye creyendo que su amistad ya no es tan importante como ella había pensado.
Años después Sephy vuelve a casa de Chivers, entra en su casa y descubre una carta que le ha dejado Callum en la que expresa su deseo de reencontrarse. Sephy decide acudir al encuentro, pero se percata de que Callum no esta solo sino acompañado por miembros de la Liberation Militia con el fin de raptarla. Jude golpea a Sephy en el estómago, y junto con los miembros de la organización la llevan a su escondite, además de dejar un mensaje al padre de Sephy advirtiéndole de que para recuperar a su hija debe liberar al menos a 5 miembros de la organización de la cárcel.
Durante el secuestro, Callum visita a Sephy y le explica como intento cogerla antes de que se marchara a Chivers.La declaración de Callum ablanda el corazón de Sephy y ambos acaban durmiendo juntos. Sephy logra escapar con ayuda de Callum y tras una información de Sephy la banda decide no reunirse hasta el cumpleaños de Callum. 
Sephy se queda embarazada de Callum, quien trabaja como mecánico como tapadera. Callum recibe la noticia y mientras ambos discuten sobre el nombre de su futura hija arrestan a Callum.
La primera parte de la saga concluye con la noticia del nacimiento del bebé, que llevará el apellido del padre, aunque en los siguientes libros Sephy le cambiará el apellido para desvincular a su hija del papel que tenía Callum en la organización.

## Personajes

### Personajes principales
- Persephone Mira Hadley (cross): apodada Sephy, hija de Kamal Hadley. En la infancia Sephy y Callum, a pesar de sus diferencias culturales y sociales, son mejores amigos y acaban enamorándose uno del otro. Sephy ingresa en un instituto con residencia, Chivers, tras creer que su relación con Callum no es tan importante para él como es para ella. A pesar del vaivén de sentimientos y las vertiginosas situaciones acaban reviviendo las cenizas de su amor y tienen una hija.
- Callum McGregor (nought): un "cero" que acaba enamorándose de Sephy hija de un notable político, Kamal. Callum tiene un hermana, Lynette, quien tiene ciertos desórdenes mentales y esto le lleva a quitarse la vida. El suicidio de Lynette se cree una muerte accidental; sin embargo, Callum sabe la verdad, ya que le deja una nota despidiéndose. Callum es de los primeros en entrar al instituto de Sephy (un instituto de élite) debido a su expediente académico. Al perder contacto con Sephy, ingresa en una violenta organización paramilitar en contra de la supremacía de las "cruces". Ayuda al secuestro de Sephy, pero vuelven sus sentimientos del pasado por ella y la ayuda a escapar. Termina siendo padre de un hijo con Sephy.
- Jude McGregor (nought): hermano mayor de Callum, que siente un fuerte desprecio por Sephy. A pesar de su inminente rechazo hacia todos los "crosses", acaba enamorándose de una de ellos: Cara, a la cual usaba para conseguir su dinero. Trata de evitar que los sentimientos por Cara florezcan; sin embargo, acaba siendo inevitable y termina reconociendo sus sentimientos por ella justo antes de morir.

### Personajes Secundarios
- Jasmine -Hadley (cross): la madre de Sephy,quien se vuelve alcohólica. Solía ser buena amiga de Ryan y Meggie McGregor, ya que Meggie solía trabajar para ella. Tras diagnosticarle cáncer de mama reduce la ingesta de alcohol.Fallece activando la bomba que acaba con la vida de Jude para proteger a Sephy y Callie Rose, su nieta.
- Kamal Hadley (cross): un poderoso político y avaricioso,padre de Sephy quien hará cualquier cosa con tal de ganar más poder e influencia. Se divorcia de su mujer tras conocer sus infidelidades. Aun siendo padre de Sephy reniega de ella y de su hija, Callie Rose.
- Minerva "Minnie" Hadley (cross): hermana mayor de Sephy apodada "Minnie". Ella y Sephy no tienen una relación muy estrecha ya que Minnie se muestra egoísta y envidiosa.
- Ryan McGregor(nought): padre de Callum Jude y Lynette, quien es asesinado tras intentar escapar de la cárcel.
- Meggie McGregor (nought): la madre de Callum, quien ha sido la niñera de Sephy hasta que Jasmine la despide. Se enfrenta a una serie de desgracias entre ellas a la pérdida de su marido y de sus hijos.

## Adaptaciones

### Teatro
El primer libro Noughts and Crosses fue renombrado Black and White,esta fue adaptada y dirigida por Royal Shakespeare Company. La obra recibió muy buenas críticas, entre ellas de la autora. Una segunda adaptación del libro fue estrenada en Derby Theatre en febrero del 2019, y recorrió todo Reino Unido. Esta versión fue adaptada por Sabrina Mahfouz y dirigida por Esther Richardson para Pilot Theatre.

### Televisión
En agosto del 2016, la BBC anunció que Noughts and Crosses sería llevada a las pantallas. En noviembre de 2018, se anunció que Jack Rowan and Masali Baduza interpretarian a Callum McGregor y a Sephy Hadley respectivamente.

## Crítica
Noughts and Crosses ha sido nombrado por The Guardian como uno de los 100 mejores libros del siglo XXI.